# Storesjön (Mjöbäcks socken, Västergötland)
Storesjön är en sjö i Svenljunga kommun i Västergötland och ingår i Ätrans huvudavrinningsområde.